# کایندیسوی
کانسای (به لاتین: Kaindisoy) یک منطقهٔ مسکونی در تاجیکستان است که در ولایت سغد واقع شده‌است.